# Polska Hokej Liga (2020/2021)
Polska Hokej Liga 2020/2021 – 86. sezon mistrzostw Polski w hokeju na lodzie mężczyzn, po raz 66. przeprowadzony w formie rozgrywek ligowych, a po raz 8. pod nazwą Polskiej Hokej Ligi.

## Organizacja rozgrywek

### Kluby uczestniczące
Do ustalonego terminu 31 maja 2020 wymagane wnioski licencyjne złożyło 12 podmiotów reprezentujących zespoły hokejowe, w tym 9 zachowujących po edycji 2019/2020 status ligowy tj. GKS Katowice, JKH GKS Jastrzębie, KH Podhale Nowy Targ, KS Toruń HSA, MKS Cracovia, PKH Gdańsk, TH Re-Plast Unia Oświęcim, GKS Tychy, Zagłębie Sosnowiec, oraz trzy zespoły spoza PHL, w sezonie 2019/2020 występujące w rozgrywkach I ligi / MHL tj. KTH Krynica, Stoczniowiec Gdańsk, STS Sanok.
Licencję otrzymały kolejno: GKS Tychy, Cracovia, GKS Katowice, Re-Plast Unia Oświęcim i JKH GKS Jastrzębie, KH Energa Toruń, KTH Krynica-Zdrój, Podhale Nowy Targ, Stoczniowiec Gdańsk, STS Sanok i Zagłębie Sosnowiec – razem 11 zespołów zawodowych, zaś jako 12 drużyna została potwierdzona Kadra PZHL U23. 17 lipca 2020 r. zarząd KTH Krynica poinformował, że zespół tego klubu nie weźmie udziału w rozgrywkach w sezonie 2020/2021. 27 sierpnia 2020 poinformowano, że w sezonie nie będzie uczestniczyć wcześniej anonsowana drużyna SMS PZHL.
|    | Kluby w sezonie 2020/2021   |
| -- | --------------------------- |
| 1  | GKS Tychy                   |
| 2  | MKS Comarch Cracovia        |
| 3  | KH GKS Katowice             |
| 4  | KS Re-Plast Unia Oświęcim   |
| 5  | JKH GKS Jastrzębie          |
| 6  | KH Energa Toruń             |
| 7  | Tauron KH Podhale Nowy Targ |
| 8  | GKH Stoczniowiec Gdańsk     |
| 9  | Ciarko STS Sanok            |
| 10 | HK Zagłębie Sosnowiec       |

| GDAKHTSTS Rozmieszczenie trzech drużyn PHL w sezonie 2019/2020 na mapie Polski | CRCPNTOSW Rozmieszczenie trzech drużyn PHL w sezonie 2019/2020 na mapie województwa małopolskiego | JKHTYCKATZAG Rozmieszczenie czterech drużyn PHL w sezonie 2019/2020 na mapie województwa śląskiego |

### Informacje o drużynach
| Klub                        | Prezes             | Trener              | Asystent trenera  | Kapitan drużyny    |
| --------------------------- | ------------------ | ------------------- | ----------------- | ------------------ |
| GKH Stoczniowiec Gdańsk     | Maciej Turnowiecki | Krzysztof Lehmann   | Josef Vítek       | Mateusz Rompkowski |
| JKH GKS Jastrzębie          | Kazimierz Szynal   | Róbert Kaláber      | Rafał Bernacki    | Maciej Urbanowicz  |
| KH GKS Katowice             | Marcin Janicki     | Andriej Parfionow   | Ireneusz Jarosz   | Grzegorz Pasiut    |
| MKS Comarch Cracovia        | Janusz Filipiak    | Rudolf Roháček      | Dominik Salamon   | Martin Dudáš       |
| Tauron KH Podhale Nowy Targ | Marcin Jurzec      | Andrej Husau        | Jarosław Różański | Maciej Sulka       |
| TH Re-Plast Unia Oświęcim   | Mariusz Sibik      | Kevin Constantine   | Michal Fikrt      | Jakub Wanacki      |
| Ciarko STS Sanok            | Michał Radwański   | Marek Ziętara       | Marcin Ćwikła     | Bogusław Rąpała    |
| HK Zagłębie Sosnowiec       | Marcin Jaroszewski | Grzegorz Klich      | Marcin Kozłowski  | Dominik Nahunko    |
| KH Energa Toruń             | Bogdan Rozwadowski | Juryj Czuch         |                   | Kamil Kalinowski   |
| GKS Tychy                   | Krzysztof Woźniak  | Krzysztof Majkowski | Adam Bagiński     | Michał Kotlorz     |

Uwagi i zmiany
1. Drużyny uszeregowano w zestawieniu wedle kolejności alfabetycznej miast.
2. Odnośnie do GKS Tychy: Krzysztof Woźniak – prezes zarządu Tyski Sport S.A., Wojciech Matczak – kierownik sekcji hokeja na lodzie.
3. Od początku sezonu trenerem Unii Oświęcim był Nik Zupančič, który zrezygnował z posady po kolejce z dnia 15 listopada 2020, gdy w trakcie spotkania w Toruniu otrzymał karę meczu za niesportowe zachowanie[10][11]. 20 listopada 2020 jego następcą został ogłoszony Amerykanin Kevin Constantine[12].
4. Od początku sezonu trenerem GKS Katowice był Piotr Sarnik, który ustąpił ze stanowiska po kolejce z dnia 20 listopada 2020[13]. 22 listopada 2020 nowym głównym trenerem został ogłoszony Andriej Parfionow[14].
5. Z dniem 1 grudnia 2020 prezesem Polskiej Hokej Ligi została Marta Zawadzka (pełniąca równolegle funkcję Komisarza PHL), która zastąpiła na stanowisku Mirosława Minkinę[15].
6. Na początku stycznia 2021 ogłoszono odejście Michała Plaskiewicza z funkcji asystenta głównego trenera KH Energa Toruń[16].
7. Na początku stycznia 2021 ogłoszono, że prezes Marcin Jurzec zrezygnował ze stanowiska prezesa KH Podhale Nowy Targ[17].

### Transmisje medialne
Przed startem sezonu Marek Szkolnikowski – szef stacji TVP Sport, dysponującej prawami do transmisji PHL, potwierdził, że mecze nie będą pokazywane na antenie tej stacji. 
Płatną transmisje meczów poprzez internet umożliwił organizator rozgrywek.

## Runda zasadnicza
Pod koniec lipca 2020 ogłoszono terminarz rundy zasadniczej, według którego w terminie od 11 września 2020 do 19 lutego 2021 zaplanowano 36 kolejek, a następnie fazę play-off.

### Terminarz i wyniki
Zmiany w terminarzu dokonano z uwagi na organizację meczu o Superpuchar Polski. 
Z uwagi na zdarzenia wynikające z trwającej pandemii COVID-19 odwoływano mecze w PHL. Z tego samego powodu, zgodnie z wprowadzonymi przez rząd RP od 17 października 2020 obostrzeniami, mecze PHL odbywały się od tego czasu bez udziału publiczności.
|  |  | 1. KOLEJKA |  |
|  |  | ---------- |  |

| 11.09.2020 | Ciarko STS Sanok          | 2:3 (1:0, 0:1, 1:2)                    | GKS Tychy                 |
| 11.09.2020 | KS Re-Plast Unia Oświęcim | 6:1 (3:1, 2:0, 1:0)                    | Stoczniowiec Gdańsk       |
| 11.09.2020 | JKH GKS Jastrzębie        | 7:2 (1:1, 5:1, 1:0)                    | HK Zagłębie Sosnowiec     |
| 11.09.2020 | KH Podhale Nowy Targ      | 3:2 k. (2:0, 0:0, 0:2, d. 0:0, k. 1:0) | MKS Comarch Cracovia      |
| 11.09.2020 | KH Energa Toruń           | 3:2 (1:0, 1:1, 1:1)                    | KH GKS Katowice           |
|            |                           | 2. KOLEJKA                             |                           |
| 13.09.2020 | Ciarko STS Sanok          | 3:2 k. (0:1, 0:1, 2:0, d. 0:0, k. 2:1) | MKS Comarch Cracovia      |
| 13.09.2020 | KH Energa Toruń           | 4:0 (2:0, 1:0, 1:0)                    | KH Podhale Nowy Targ      |
| 13.09.2020 | HK Zagłębie Sosnowiec     | 2:3 d. (1:1, 1:0, 0:1, d. 0:1)         | KH GKS Katowice           |
| 13.09.2020 | Stoczniowiec Gdańsk       | 1:2 (0:0, 0:2, 1:0)                    | JKH GKS Jastrzębie        |
| 13.09.2020 | GKS Tychy                 | 3:2 (1:1, 1:0, 1:1)                    | KS Re-Plast Unia Oświęcim |
|            |                           | 3. KOLEJKA                             |                           |
| 18.09.2020 | KS Re-Plast Unia Oświęcim | 3:0 (1:0, 2:0, 0:0)                    | Ciarko STS Sanok          |
| 18.09.2020 | JKH GKS Jastrzębie        | 7:3 (1:1, 3:0, 3:2)                    | GKS Tychy                 |
| 18.09.2020 | KH Podhale Nowy Targ      | 2:1 k. (0:0, 0:1, 1:0, d. 0:0, k. 2:1) | HK Zagłębie Sosnowiec     |
| 18.09.2020 | KH GKS Katowice           | 2:4 (0:1, 3:0, 1:1)                    | Stoczniowiec Gdańsk       |
| 18.09.2020 | MKS Comarch Cracovia      | 0:5 (0:1, 0:3, 0:1)                    | KH Energa Toruń           |
|            |                           | 4. KOLEJKA                             |                           |
| 20.09.2020 | Ciarko STS Sanok          | 1:4 (0:2, 1:0, 0:2)                    | KH Energa Toruń           |
| 20.09.2020 | Stoczniowiec Gdańsk       | 2:6 (1:1, 0:1, 1:4)                    | KH Podhale Nowy Targ      |
| 20.09.2020 | HK Zagłębie Sosnowiec     | 2:5 (2:2, 0:1, 0:2)                    | MKS Comarch Cracovia      |
| 20.09.2020 | GKS Tychy                 | 5:2 (0:0, 3:2, 2:2)                    | KH GKS Katowice           |
| 20.09.2020 | KS Re-Plast Unia Oświęcim | 3:1 (1:0, 1:1, 1:0)                    | JKH GKS Jastrzębie        |
|            |                           | 5. KOLEJKA                             |                           |
| 25.09.2020 | JKH GKS Jastrzębie        | 4:2 (0:1, 2:0, 2:1)                    | Ciarko STS Sanok          |
| 25.09.2020 | KH Podhale Nowy Targ      | 4:5 (1:1, 1:1, 2:3)                    | GKS Tychy                 |
| 25.09.2020 | KH GKS Katowice           | 2:1 d. (0:1, 0:0, 1:0, d. 1:0)         | KS Re-Plast Unia Oświęcim |
| 25.09.2020 | MKS Comarch Cracovia      | 5:0 (0:0, 3:0, 2:0)                    | Stoczniowiec Gdańsk       |
| 25.09.2020 | KH Energa Toruń           | 1:0 (0:0, 1:0, 0:0)                    | HK Zagłębie Sosnowiec     |
|            |                           | 6. KOLEJKA                             |                           |
| 27.09.2020 | Ciarko STS Sanok          | 1:0 (0:0, 0:0, 1:0)                    | HK Zagłębie Sosnowiec     |
| 27.09.2020 | Stoczniowiec Gdańsk       | 2:3 (1:0, 1:2, 0:1)                    | KH Energa Toruń           |
| 27.09.2020 | GKS Tychy                 | 4:3 (1:1, 2:1, 1:1)                    | MKS Comarch Cracovia      |
| 27.09.2020 | KS Re-Plast Unia Oświęcim | 4:3 (1:2, 2:0, 1:1)                    | KH Podhale Nowy Targ      |
| 27.09.2020 | JKH GKS Jastrzębie        | 3:1 (1:0, 1:1, 1:0)                    | KH GKS Katowice           |
|            |                           | 7. KOLEJKA                             |                           |
| 02.10.2020 | KH Podhale Nowy Targ      | 3:2 (2:0, 1:1, 0:1)                    | JKH GKS Jastrzębie        |
| 02.10.2020 | KH GKS Katowice           | 2:0 (0:0, 1:0, 1:0)                    | Ciarko STS Sanok          |
| 02.10.2020 | MKS Comarch Cracovia      | 5:4 d. (0:2, 2:1, 2:1, 1:0)            | KS Re-Plast Unia Oświęcim |
| 02.10.2020 | KH Energa Toruń           | 2:3 (0:0, 0:3, 2:0)                    | GKS Tychy                 |
| 02.10.2020 | HK Zagłębie Sosnowiec     | 8:5 (2:0, 5:0, 1:5)                    | Stoczniowiec Gdańsk       |
|            |                           | 8. KOLEJKA                             |                           |
| 04.10.2020 | GKS Tychy                 | 7:2 (1:0, 3:2, 3:0)                    | HK Zagłębie Sosnowiec     |
| 27.10.2020 | KS Re-Plast Unia Oświęcim | 2:1 (2:1, 0:0, 0:0)                    | KH Energa Toruń           |
| 04.10.2020 | Ciarko STS Sanok          | 3:1 (0:0, 1:0, 2:1)                    | Stoczniowiec Gdańsk       |
| 10.11.2020 | KH GKS Katowice           | 2:0 (2:0, 0:0, 0:0)                    | KH Podhale Nowy Targ      |
| 27.10.2020 | JKH GKS Jastrzębie        | 6:1 (1:0, 2:0, 3:1)                    | MKS Comarch Cracovia      |
|            |                           | 9. KOLEJKA                             |                           |
| 09.10.2020 | Ciarko STS Sanok          | 2:4 (1:2, 1:0, 0:2)                    | KH Podhale Nowy Targ      |
| 09.10.2020 | Stoczniowiec Gdańsk       | 0:7 (0:1, 0:3, 0:3)                    | GKS Tychy                 |
| 09.10.2020 | MKS Comarch Cracovia      | 1:5 (0:4, 1:0, 0:1)                    | KH GKS Katowice           |
| 09.10.2020 | KH Energa Toruń           | 2:3 (1:1, 1:1, 0:1)                    | JKH GKS Jastrzębie        |
| 09.10.2020 | HK Zagłębie Sosnowiec     | 1:5 (1:1, 0:3, 0:1)                    | KS Re-Plast Unia Oświęcim |
|            |                           | 10. KOLEJKA                            |                           |
| 11.10.2020 | GKS Tychy                 | 3:2 (2:1, 0:1, 1:0)                    | Ciarko STS Sanok          |
| 11.10.2020 | Stoczniowiec Gdańsk       | 0:6 (0:2, 0:3, 0:1)                    | KS Re-Plast Unia Oświęcim |
| 11.10.2020 | HK Zagłębie Sosnowiec     | 1:6 (1:2, 0:3, 0:1)                    | JKH GKS Jastrzębie        |
| 11.10.2020 | MKS Comarch Cracovia      | 1:0 (1:0, 0:0, 0:0)                    | KH Podhale Nowy Targ      |
| 18.11.2020 | KH GKS Katowice           | 0:1 (0:0, 0:1, 0:0)                    | KH Energa Toruń           |
|            |                           | 11. KOLEJKA                            |                           |
| 16.10.2020 | MKS Comarch Cracovia      | 1:3 (0:1, 1:1, 0:1)                    | Ciarko STS Sanok          |
| 08.12.2020 | KH Podhale Nowy Targ      | 4:3 (1:0, 2:3, 1:0)                    | KH Energa Toruń           |
| 28.10.2020 | KH GKS Katowice           | 5:2 (1:0, 2:1, 2:1)                    | HK Zagłębie Sosnowiec     |
| 10.11.2020 | JKH GKS Jastrzębie        | 6:0 (1:0, 1:0, 4:0)                    | Stoczniowiec Gdańsk       |
| 16.10.2020 | KS Re-Plast Unia Oświęcim | 2:3 k. (1:0, 1:0, 0:2 d. 0:0 k. 1:2)   | GKS Tychy                 |
|            |                           | 12. KOLEJKA                            |                           |
| 18.10.2020 | Ciarko STS Sanok          | 3:4 (1:1, 1:2, 1:1)                    | KS Re-Plast Unia Oświęcim |
| 18.10.2020 | JKH GKS Jastrzębie        | 0:1 (0:1, 0:0, 0:0)                    | GKS Tychy                 |
| 18.10.2020 | HK Zagłębie Sosnowiec     | 3:5 (1:0, 1:2, 1:3)                    | KH Podhale Nowy Targ      |
| 30.11.2020 | KH GKS Katowice           | 6:0 (3:0, 2:0, 1:0)                    | Stoczniowiec Gdańsk       |
| 01.12.2020 | KH Energa Toruń           | 5:3 (1:1, 3:1, 1:1)                    | MKS Comarch Cracovia      |
|            |                           | 13. KOLEJKA                            |                           |
| 23.10.2020 | KH Energa Toruń           | 5:1 (0:0, 2:1, 3:0)                    | Ciarko STS Sanok          |
| 27.10.2020 | KH Podhale Nowy Targ      | 5:1 (3:1, 1:0, 1:0)                    | Stoczniowiec Gdańsk       |
| 23.10.2020 | MKS Comarch Cracovia      | 6:0 (0:0, 3:0, 3:0)                    | HK Zagłębie Sosnowiec     |
| 23.10.2020 | KH GKS Katowice           | 4:1 (1:1, 2:0, 1:0)                    | GKS Tychy                 |
| 23.10.2020 | JKH GKS Jastrzębie        | 8:10 (3:3, 2:3, 3:4)                   | KS Re-Plast Unia Oświęcim |
|            |                           | 14. KOLEJKA                            |                           |
| 25.10.2020 | Ciarko STS Sanok          | 1:6 (1:2, 0:3, 0:1)                    | JKH GKS Jastrzębie        |
| 25.10.2020 | GKS Tychy                 | 4:2 (1:0, 2:1, 1:1)                    | KH Podhale Nowy Targ      |
| 25.10.2020 | KS Re-Plast Unia Oświęcim | 3:4 k. (2:0, 0:0, 1:3 d. 0:0 k. 0:2)   | KH GKS Katowice           |
| 25.10.2020 | Stoczniowiec Gdańsk       | 0:8 (0:3, 0:3, 0:2)                    | MKS Comarch Cracovia      |
| 25.10.2020 | HK Zagłębie Sosnowiec     | 3:5 (0:1, 0:2, 3:2)                    | KH Energa Toruń           |
|            |                           | 15. KOLEJKA                            |                           |
| 30.10.2020 | HK Zagłębie Sosnowiec     | 1:2 (1:0, 0:1, 0:1)                    | Ciarko STS Sanok          |
| 30.10.2020 | KH Energa Toruń           | 6:0 (2:0, 3:0, 1:0)                    | Stoczniowiec Gdańsk       |
| 30.10.2020 | MKS Comarch Cracovia      | 2:4 (2:0, 0:1, 0:3)                    | GKS Tychy                 |
| 30.10.2020 | KH Podhale Nowy Targ      | 4:2 (2:0, 1:2, 1:0)                    | KS Re-Plast Unia Oświęcim |
| 30.10.2020 | KH GKS Katowice           | 2:5 (2:2, 0:2, 0:1)                    | JKH GKS Jastrzębie        |
|            |                           | 16. KOLEJKA                            |                           |
| 29.09.2020 | KS Re-Plast Unia Oświęcim | 4:5 (1:3, 2:0, 1:2)                    | MKS Comarch Cracovia      |
| 13.11.2020 | KH GKS Katowice           | 5:0 (2:0, 1:0, 2:0)                    | Ciarko STS Sanok          |
| 13.11.2020 | JKH GKS Jastrzębie        | 7:1 (1:0, 5:0, 1:1)                    | KH Podhale Nowy Targ      |
| 13.11.2020 | GKS Tychy                 | 4:1 (1:0, 3:1, 0:0)                    | KH Energa Toruń           |
| 13.11.2020 | Stoczniowiec Gdańsk       | 3:0 (2:0, 0:0, 1:0)                    | HK Zagłębie Sosnowiec     |
|            |                           | 17. KOLEJKA                            |                           |
| 15.11.2020 | HK Zagłębie Sosnowiec     | 5:8 (1:2, 0:5, 4:1)                    | GKS Tychy                 |
| 15.11.2020 | KH Energa Toruń           | 4:0 (1:0, 2:0, 1:0)                    | KS Re-Plast Unia Oświęcim |
| 15.11.2020 | Stoczniowiec Gdańsk       | 2:4 (0:3, 1:0, 1:1)                    | Ciarko STS Sanok          |
| 15.11.2020 | KH Podhale Nowy Targ      | 4:2 (0:0, 3:0, 1:2)                    | KH GKS Katowice           |
| 15.11.2020 | MKS Comarch Cracovia      | 2:3 (1:1, 0:2, 1:0)                    | JKH GKS Jastrzębie        |
|            |                           | 18. KOLEJKA                            |                           |
| 20.11.2020 | Ciarko STS Sanok          | 2:4 (0:2, 1:1, 1:1)                    | KH Podhale Nowy Targ      |
| 20.11.2020 | Stoczniowiec Gdańsk       | 0:8 (0:2, 0:4, 0:2)                    | GKS Tychy                 |
| 20.11.2020 | KH GKS Katowice           | 3:4 (1:0, 1:1, 1:3)                    | MKS Comarch Cracovia      |
| 20.11.2020 | JKH GKS Jastrzębie        | 6:5 (2:1, 2:1, 2:3)                    | KH Energa Toruń           |
| 20.11.2020 | KS Re-Plast Unia Oświęcim | 3:2 (0:1, 3:0, 0:1)                    | HK Zagłębie Sosnowiec     |

|  |  | 19. KOLEJKA |  |
|  |  | ----------- |  |

| 22.11.2020 | Ciarko STS Sanok          | 3:1 (0:0, 0:1, 3:0)                    | GKS Tychy                 |
| 22.11.2020 | Stoczniowiec Gdańsk       | 4:2 (1:2, 1:0, 2:0)                    | KS Re-Plast Unia Oświęcim |
| 22.11.2020 | JKH GKS Jastrzębie        | 4:2 (0:0, 4:0, 0:2)                    | HK Zagłębie Sosnowiec     |
| 22.11.2020 | KH Podhale Nowy Targ      | 2:1 d. (1:0, 0:1, 0:0 d.1:0)           | MKS Comarch Cracovia      |
| 22.11.2020 | KH GKS Katowice           | 3:2 d. (0:1, 0:0, 2:1 d.1:0)           | KH Energa Toruń           |
|            |                           | 20. KOLEJKA                            |                           |
| 27.11.2020 | Ciarko STS Sanok          | 2:4 (1:1, 0:1, 1:2)                    | MKS Comarch Cracovia      |
| 02.02.2021 | KH Energa Toruń           | 4:0 (2:0, 1:0, 1:0)                    | KH Podhale Nowy Targ      |
| 27.11.2020 | HK Zagłębie Sosnowiec     | 2:7 (1:0, 0:5, 1:2)                    | KH GKS Katowice           |
| 27.11.2020 | Stoczniowiec Gdańsk       | 1:5 (0:1, 0:3, 1:1)                    | JKH GKS Jastrzębie        |
| 27.11.2020 | GKS Tychy                 | 5:4 k. (2:1, 0:0, 2:3 d. 0:0 k. 1:0)   | KS Re-Plast Unia Oświęcim |
|            |                           | 21. KOLEJKA                            |                           |
| 29.11.2020 | KS Re-Plast Unia Oświęcim | 4:0 (1:0, 2:0, 1:0)                    | Ciarko STS Sanok          |
| 29.11.2020 | GKS Tychy                 | 2:7 (2:3, 0:2, 0:2)                    | JKH GKS Jastrzębie        |
| 29.11.2020 | KH Podhale Nowy Targ      | 5:0 (2:0, 0:0, 3:0)                    | HK Zagłębie Sosnowiec     |
| 29.11.2020 | KH GKS Katowice           | 2:1 (0:1, 1:0, 1:0)                    | Stoczniowiec Gdańsk       |
| 29.11.2020 | MKS Comarch Cracovia      | 4:2 (1:2, 1:0, 2:0)                    | KH Energa Toruń           |
|            |                           | 22. KOLEJKA                            |                           |
| 04.12.2020 | Ciarko STS Sanok          | 2:4 (0:0, 0:2, 2:2)                    | KH Energa Toruń           |
| 04.12.2020 | Stoczniowiec Gdańsk       | 1:13 (0:2, 0:5, 1:6)                   | KH Podhale Nowy Targ      |
| 04.12.2020 | HK Zagłębie Sosnowiec     | 2:5 (1:3, 1:1, 0:1)                    | MKS Comarch Cracovia      |
| 04.12.2020 | GKS Tychy                 | 3:4 d. (1:1, 1:2, 1:0 d.0:1)           | KH GKS Katowice           |
| 04.12.2020 | KS Re-Plast Unia Oświęcim | 0:3 (0:1, 0:2, 0:0)                    | JKH GKS Jastrzębie        |
|            |                           | 23. KOLEJKA                            |                           |
| 06.12.2020 | JKH GKS Jastrzębie        | 6:2 (1:2, 5:0, 0:0)                    | Ciarko STS Sanok          |
| 06.12.2020 | KH Podhale Nowy Targ      | 0:3 (0:1, 0:1, 0:1)                    | GKS Tychy                 |
| 06.12.2020 | KH GKS Katowice           | 0:1 (0:1, 0:0, 0:0)                    | KS Re-Plast Unia Oświęcim |
| 06.12.2020 | MKS Comarch Cracovia      | 8:1 (2:0, 1:1, 5:0)                    | Stoczniowiec Gdańsk       |
| 06.12.2020 | KH Energa Toruń           | 4:3 k. (1:0, 0:1, 2:2 d. 0:0 k. 3:1)   | HK Zagłębie Sosnowiec     |
|            |                           | 24. KOLEJKA                            |                           |
| 11.12.2020 | Ciarko STS Sanok          | 6:2 (3:0, 1:1, 2:1)                    | HK Zagłębie Sosnowiec     |
| 11.12.2020 | Stoczniowiec Gdańsk       | 0:6 (0:2, 0:3, 0:1)                    | KH Energa Toruń           |
| 11.12.2020 | MKS Comarch Cracovia      | 4:5 k. (3:1, 1:2, 0:1, d. 0:0, k. 2:3) | GKS Tychy                 |
| 11.12.2020 | KS Re-Plast Unia Oświęcim | 2:3 d. (0:0, 0:0, 2:2 d.0:1 )          | KH Podhale Nowy Targ      |
| 11.12.2020 | JKH GKS Jastrzębie        | 1:2 (0:0, 0:0, 1:2)                    | KH GKS Katowice           |
|            |                           | 25. KOLEJKA                            |                           |
| 05.01.2021 | KH Podhale Nowy Targ      | 2:3 (0:0, 0:0, 2:3)                    | JKH GKS Jastrzębie        |
| 05.01.2021 | KH GKS Katowice           | 6:1 (1:0, 3:0, 2:1)                    | Ciarko STS Sanok          |
| 05.01.2021 | KS Re-Plast Unia Oświęcim | 3:5 (0:1, 0:2, 3:2)                    | MKS Comarch Cracovia      |
| 05.01.2021 | KH Energa Toruń           | 6:3 (3:1, 2:0, 1:2)                    | GKS Tychy                 |
| 06.01.2021 | HK Zagłębie Sosnowiec     | 5:2 (4:2, 0:0, 1:0)                    | Stoczniowiec Gdańsk       |
|            |                           | 26. KOLEJKA                            |                           |
| 08.01.2021 | GKS Tychy                 | 7:3 (4:1, 1:1, 2:1)                    | HK Zagłębie Sosnowiec     |
| 08.01.2021 | KS Re-Plast Unia Oświęcim | 3:2 (3:0, 0:2, 0:0)                    | KH Energa Toruń           |
| 08.01.2021 | Ciarko STS Sanok          | 2:1 (0:1, 1:0, 1:0)                    | Stoczniowiec Gdańsk       |
| 08.01.2021 | KH GKS Katowice           | 1:2 (1:0, 0:1, 0:1)                    | KH Podhale Nowy Targ      |
| 08.01.2021 | JKH GKS Jastrzębie        | 2:1 d. (0:0, 1:0, 0:1 d.1:0)           | MKS Comarch Cracovia      |
|            |                           | 27. KOLEJKA                            |                           |
| 10.01.2021 | KH Podhale Nowy Targ      | 1:3 (0:2, 0:0, 1:1)                    | Ciarko STS Sanok          |
| 10.01.2021 | Stoczniowiec Gdańsk       | 0:2 (0:0, 0:1, 0:1)                    | GKS Tychy                 |
| 10.01.2021 | MKS Comarch Cracovia      | 2:5 (1:2, 0:2, 1:1)                    | KH GKS Katowice           |
| 10.01.2021 | KH Energa Toruń           | 4:1 (1:0, 2:0, 1:1)                    | JKH GKS Jastrzębie        |
| 10.01.2021 | HK Zagłębie Sosnowiec     | 3:2 (1:0, 1:2, 1:0)                    | KS Re-Plast Unia Oświęcim |
|            |                           | 28. KOLEJKA                            |                           |
| 15.01.2021 | GKS Tychy                 | 5:0 (3:0, 2:0, 0:0)                    | Ciarko STS Sanok          |
| 15.01.2021 | KS Re-Plast Unia Oświęcim | 3:1 (0:1, 2:0, 1:0)                    | Stoczniowiec Gdańsk       |
| 15.01.2021 | HK Zagłębie Sosnowiec     | 1:8 (0:1, 0:3, 1:4)                    | JKH GKS Jastrzębie        |
| 15.01.2021 | MKS Comarch Cracovia      | 3:0 (0:0, 3:0, 0:0)                    | KH Podhale Nowy Targ      |
| 15.01.2021 | KH Energa Toruń           | 1:3 (0:1, 0:2, 1:0)                    | KH GKS Katowice           |
|            |                           | 29. KOLEJKA                            |                           |
| 17.01.2021 | MKS Comarch Cracovia      | 4:5 d. (0:1, 3:0, 1:3 d.0:1)           | Ciarko STS Sanok          |
| 17.01.2021 | KH Podhale Nowy Targ      | 2:3 d. (0:1, 2:0, 0:1 d.0:1)           | KH Energa Toruń           |
| 17.01.2021 | KH GKS Katowice           | 5:0 (2:0, 1:0, 2:0)                    | HK Zagłębie Sosnowiec     |
| 17.01.2021 | JKH GKS Jastrzębie        | 4:2 (1:1, 1:1, 2:0)                    | Stoczniowiec Gdańsk       |
| 17.01.2021 | KS Re-Plast Unia Oświęcim | 3:2 (1:1, 1:1, 1:0)                    | GKS Tychy                 |
|            |                           | 30. KOLEJKA                            |                           |
| 22.01.2021 | Ciarko STS Sanok          | 1:3 (0:0, 0:2, 1:1)                    | KS Re-Plast Unia Oświęcim |
| 22.01.2021 | GKS Tychy                 | 7:3 (2:1, 3:1, 2:1)                    | JKH GKS Jastrzębie        |
| 22.01.2021 | HK Zagłębie Sosnowiec     | 3:4 (0:1, 3:0, 0:3)                    | KH Podhale Nowy Targ      |
| 02.02.2021 | Stoczniowiec Gdańsk       | 2:8 (0:3, 1:3, 1:2)                    | KH GKS Katowice           |
| 22.01.2021 | KH Energa Toruń           | 4:2 (1:0, 3:1, 0:1)                    | MKS Comarch Cracovia      |
|            |                           | 31. KOLEJKA                            |                           |
| 24.01.2021 | KH Energa Toruń           | 7:2 (1:0, 3:1, 3:1)                    | Ciarko STS Sanok          |
| 24.01.2021 | KH Podhale Nowy Targ      | 6:1 (0:0, 2:0, 4:1)                    | Stoczniowiec Gdańsk       |
| 24.01.2021 | MKS Comarch Cracovia      | 8:1 (5:1, 3:0, 0:0)                    | HK Zagłębie Sosnowiec     |
| 24.01.2021 | KH GKS Katowice           | 1:3 (0:2, 0:0, 1:1)                    | GKS Tychy                 |
| 24.01.2021 | JKH GKS Jastrzębie        | 4:0 (1:0, 2:0, 1:0)                    | KS Re-Plast Unia Oświęcim |
|            |                           | 32. KOLEJKA                            |                           |
| 29.01.2021 | Ciarko STS Sanok          | 2:3 k. (1:1, 0:0, 1:1, d. 0:0, k. 1:2) | JKH GKS Jastrzębie        |
| 29.01.2021 | GKS Tychy                 | 3:1 (1:0, 1:0, 1:1)                    | KH Podhale Nowy Targ      |
| 29.01.2021 | KS Re-Plast Unia Oświęcim | 1:2 k. (1:1, 0:0, 0:0, d. 0:0, k. 1:2) | KH GKS Katowice           |
| 29.01.2021 | Stoczniowiec Gdańsk       | 0:5 (0:1, 0:0, 0:4)                    | MKS Comarch Cracovia      |
| 29.01.2021 | HK Zagłębie Sosnowiec     | 4:3 d. (1:1, 2:1, 0:1 d.1:0)           | KH Energa Toruń           |
|            |                           | 33. KOLEJKA                            |                           |
| 31.01.2021 | HK Zagłębie Sosnowiec     | 4:2 (0:1, 1:1, 3:0)                    | Ciarko STS Sanok          |
| 31.01.2021 | KH Energa Toruń           | 3:1 (0:0, 1:0, 2:1)                    | Stoczniowiec Gdańsk       |
| 31.01.2021 | GKS Tychy                 | 5:1 (2:0, 2:0, 1:1)                    | MKS Comarch Cracovia      |
| 31.01.2021 | KH Podhale Nowy Targ      | 1:0 k. (0:0, 0:0, 0:0, d. 0:0, k. 3:1) | KS Re-Plast Unia Oświęcim |
| 31.01.2021 | KH GKS Katowice           | 2:4 (0:1, 0:2, 2:1)                    | JKH GKS Jastrzębie        |
|            |                           | 34. KOLEJKA                            |                           |
| 26.01.2021 | MKS Comarch Cracovia      | 2:4 (2:0, 0:3, 0:1)                    | KS Re-Plast Unia Oświęcim |
| 05.02.2021 | Ciarko STS Sanok          | 1:2 (0:1, 1:0, 0:1)                    | KH GKS Katowice           |
| 26.01.2021 | JKH GKS Jastrzębie        | 3:2 d. (1:0, 1:0, 0:2 d.1:0)           | KH Podhale Nowy Targ      |
| 05.02.2021 | GKS Tychy                 | 4:3 (1:2, 3:1, 0:0)                    | KH Energa Toruń           |
| 05.02.2021 | Stoczniowiec Gdańsk       | 0:11 (0:3, 0:6, 0:2)                   | HK Zagłębie Sosnowiec     |
|            |                           | 35. KOLEJKA                            |                           |
| 17.02.2021 | HK Zagłębie Sosnowiec     | 6:5 d. (1:1, 1:0, 3:4 d.1:0)           | GKS Tychy                 |
| 17.02.2021 | KH Energa Toruń           | 5:2 (1:2, 1:0, 3:0)                    | KS Re-Plast Unia Oświęcim |
| 17.02.2021 | Stoczniowiec Gdańsk       | 2:3 (0:1, 2:0, 0:2)                    | Ciarko STS Sanok          |
| 17.02.2021 | KH Podhale Nowy Targ      | 3:1 (0:0, 1:1, 2:0)                    | KH GKS Katowice           |
| 17.02.2021 | MKS Comarch Cracovia      | 3:2 (1:0, 1:1, 1:1)                    | JKH GKS Jastrzębie        |
|            |                           | 36. KOLEJKA                            |                           |
| 19.02.2021 | Ciarko STS Sanok          | 5:2 (2:0, 1:0, 2:2)                    | KH Podhale Nowy Targ      |
| 19.02.2021 | GKS Tychy                 | 10:0 (4:0, 4:0, 2:0)                   | Stoczniowiec Gdańsk       |
| 19.02.2021 | KH GKS Katowice           | 1:10 (0:5, 1:3, 0:2)                   | MKS Comarch Cracovia      |
| 19.02.2021 | JKH GKS Jastrzębie        | 7:4 (2:1, 3:2, 2:1)                    | KH Energa Toruń           |
| 19.02.2021 | KS Re-Plast Unia Oświęcim | 4:1 (1:0, 2:0, 1:1)                    | HK Zagłębie Sosnowiec     |

### Tabela
| Msc. | Drużyna                     | M  | W  | WpD | WpK | PpD | PpK | P  | G+  | G−  | +/−  | Pkt. |
| ---- | --------------------------- | -- | -- | --- | --- | --- | --- | -- | --- | --- | ---- | ---- |
| 1.   | GKS Tychy                   | 36 | 25 | 0   | 3   | 2   | 0   | 6  | 151 | 91  | +60  | 83   |
| 2.   | JKH GKS Jastrzębie          | 36 | 25 | 2   | 1   | 0   | 0   | 8  | 152 | 80  | +72  | 81   |
| 3.   | KH Energa Toruń             | 36 | 21 | 1   | 1   | 2   | 0   | 11 | 127 | 80  | +47  | 69   |
| 4.   | KH GKS Katowice             | 36 | 17 | 4   | 2   | 0   | 0   | 13 | 109 | 77  | +32  | 63   |
| 5.   | KS Re-Plast Unia Oświęcim   | 36 | 18 | 0   | 0   | 3   | 5   | 10 | 105 | 94  | +11  | 62   |
| 6.   | MKS Comarch Cracovia        | 36 | 17 | 1   | 0   | 3   | 3   | 12 | 128 | 100 | +28  | 59   |
| 7.   | Tauron KH Podhale Nowy Targ | 36 | 15 | 2   | 3   | 2   | 0   | 14 | 103 | 89  | +14  | 57   |
| 8.   | Ciarko STS Sanok            | 36 | 11 | 1   | 1   | 0   | 1   | 22 | 74  | 115 | -41  | 38   |
| 9.   | HK Zagłębie Sosnowiec       | 36 | 5  | 2   | 0   | 1   | 2   | 26 | 88  | 160 | -72  | 22   |
| 10.  | GKH Stoczniowiec Gdańsk     | 36 | 2  | 0   | 0   | 0   | 0   | 34 | 40  | 191 | -151 | 6    |

Legenda:
- Msc. = lokata w tabeli, M = liczba rozegranych spotkań, W = Liczba meczów wygranych, WpD = Liczba meczów wygranych po dogrywce, WpK = Liczba meczów wygranych po karnych, PpD = Liczba meczów przegranych po dogrywce, PpK = Liczba meczów przegranych po karnych, P = Liczba meczów przegranych, G+ = Gole strzelone, G− = Gole stracone, +/− = Bilans bramkowy, Pkt. = Liczba zdobytych punktów
- = Awans do fazy play-off,       = Degradacja z rozgrywek.

## Faza play-off
W porównaniu do poprzednich edycji ligowych PHL wprowadzono zmiany w zakresie fazy play-off. Rywalizację ćwierćfinałową, półfinałową i finałową ustalono do czterech zwycięstw, zaś mecz o trzecie miejsce wyznaczono do dwóch wygranych spotkań.
Ćwierćfinały:
- GKS Tychy (1) – Ciarko STS Sanok (8) 4:0 (23, 24, 27, 28 lutego)
  - GKS Tychy – Ciarko STS Sanok 5:0 (1:0, 2:0, 2:0)
  - GKS Tychy – Ciarko STS Sanok 3:1 (1:0, 1:1, 1:0)
  - Ciarko STS Sanok – GKS Tychy 2:3 (2:1, 0:2, 0:0)
  - Ciarko STS Sanok – GKS Tychy 1:4 (0:0, 0:3, 1:1)
- JKH GKS Jastrzębie (2) – Tauron KH Podhale Nowy Targ (7) 4:0 (24, 25, 28 lutego, 1 marca)
  - JKH GKS Jastrzębie – Tauron KH Podhale Nowy Targ 2:0 (1:0, 0:0, 1:0)
  - JKH GKS Jastrzębie – Tauron KH Podhale Nowy Targ 3:2 (1:1, 1:0, 1:1)
  - Tauron KH Podhale Nowy Targ – JKH GKS Jastrzębie 3:4 d. (1:2, 0:1, 2:0, d. 0:1)
  - Tauron KH Podhale Nowy Targ – JKH GKS Jastrzębie 1:2 (1:0, 0:1, 0:1)
- KH Energa Toruń (3) – MKS Comarch Cracovia (6) 2:4 (23, 24, 27, 28 lutego, 3, 5 marca)
  - KH Energa Toruń – MKS Comarch Cracovia 2:1 (0:0, 1:1, 1:0)
  - KH Energa Toruń – MKS Comarch Cracovia 0:2 (0:0, 0:0, 0:2)
  - MKS Comarch Cracovia – KH Energa Toruń 4:2 (2:1, 2:0, 0:1)
  - MKS Comarch Cracovia – KH Energa Toruń 2:1 d. (0:1, 0:0, 1:0, d. 1:0)
  - KH Energa Toruń – MKS Comarch Cracovia 5:2 (1:0, 1:2, 3:0)
  - MKS Comarch Cracovia – KH Energa Toruń 5:1 (1:0, 1:1, 3:0)
- KH GKS Katowice (4) – KS Re-Plast Unia Oświęcim (5) 4:2 (24, 25, 28 lutego, 1, 4, 6 marca)
  - KH GKS Katowice – KS Re-Plast Unia Oświęcim 0:8 (0:2, 0:2, 0:4)
  - KH GKS Katowice – KS Re-Plast Unia Oświęcim 5:0 (1:0, 0:0, 4:0)
  - KS Re-Plast Unia Oświęcim – KH GKS Katowice 4:2 (0:1, 2:0, 2:1)
  - KS Re-Plast Unia Oświęcim – KH GKS Katowice 0:2 (0:0, 0:0, 0:2)
  - KH GKS Katowice – KS Re-Plast Unia Oświęcim 3:2 d. (0:0, 1:0, 1:2, d. 1:0)
  - KS Re-Plast Unia Oświęcim – KH GKS Katowice 1:2 k. (0:0, 1:1, 0:0, d. 0:0, k. 1:2)

Półfinały:
- GKS Tychy (1) – MKS Comarch Cracovia (6) 2:4 (11, 12, 15, 16, 19, 21 marca)
  - GKS Tychy – MKS Comarch Cracovia 2:5 (1:1, 1:2, 0:2)
  - GKS Tychy – MKS Comarch Cracovia 4:2 (3:0, 0:0, 1:2)
  - MKS Comarch Cracovia – GKS Tychy 2:3 (0:0, 2:1, 0:2)
  - MKS Comarch Cracovia – GKS Tychy 3:1 (0:1, 1:0, 2:0)
  - GKS Tychy – MKS Comarch Cracovia 0:3 (0:0, 0:2, 0:1)
  - MKS Comarch Cracovia – GKS Tychy 4:1 (1:0, 2:0, 1:1)
- JKH GKS Jastrzębie (2) – KH GKS Katowice (4) 4:1 (11, 12, 15, 16, 19 marca)
  - JKH GKS Jastrzębie – KH GKS Katowice 4:3 d. (0:0, 2:2, 1:1, d. 1:0)
  - JKH GKS Jastrzębie – KH GKS Katowice 2:1 (1:0, 1:0, 0:1)
  - KH GKS Katowice – JKH GKS Jastrzębie 1:4 (0:1, 0:0, 1:3)
  - KH GKS Katowice – JKH GKS Jastrzębie 3:2 d. (0:0, 1:1, 1:1, d. 1:0)
  - JKH GKS Jastrzębie – KH GKS Katowice 5:1 (1:0, 2:0, 2:1)

Finał:
- JKH GKS Jastrzębie (2) – MKS Comarch Cracovia (6) 4:1 (26, 27, 30, 31 marca, 2 kwietnia)
  - JKH GKS Jastrzębie – MKS Comarch Cracovia 3:0 (0:0, 2:0, 1:0)
  - JKH GKS Jastrzębie – MKS Comarch Cracovia 3:2 (0:0, 2:1, 1:1)
  - MKS Comarch Cracovia – JKH GKS Jastrzębie 2:0 (0:0, 1:0, 1:0)
  - MKS Comarch Cracovia – JKH GKS Jastrzębie 1:2 (1:0, 0:0, 0:1, d. 0:1)
  - JKH GKS Jastrzębie – MKS Comarch Cracovia 3:2 (1:0, 1:1, 1:1)

O 3. miejsce:
- GKS Tychy (1) – KH GKS Katowice (4) 3:0 (26, 27, 30 marca)
  - GKS Tychy – KH GKS Katowice 5:1 (2:0, 0:0, 3:1)
  - GKS Tychy – KH GKS Katowice 3:1 (1:0, 2:0, 0:1)
  - KH GKS Katowice – GKS Tychy 1:4 (0:1, 1:1, 0:2)

## Kolejność końcowa
| Lp. | Drużyna                       | Uwagi                                                                 |
| --- | ----------------------------- | --------------------------------------------------------------------- |
| 1.  | JKH GKS Jastrzębie            | Zdobywca Superpucharu Polski 2020, Zdobywca Pucharu Polski 2020/2021. |
| 2.  | Comarch Cracovia              |                                                                       |
| 3.  | GKS Tychy                     | 1. miejsce po sezonie zasadniczym                                     |
| 4.  | KH GKS Katowice               |                                                                       |
| 5.  | KH Energa Toruń               |                                                                       |
| 6.  | TH Re-Plast Unia Oświęcim     |                                                                       |
| 7.  | KH TatrySki Podhale Nowy Targ |                                                                       |
| 8.  | Ciarko STS Sanok              |                                                                       |
| 9.  | HK Zagłębie Sosnowiec         |                                                                       |
| 10. | GKH Stoczniowiec Gdańsk       |                                                                       |